# Osmotrofia
En biología se llama osmotrofia al comportamiento de aquellas células u organismos que obtienen los nutrientes por absorción osmótica de sustancias disueltas. 
Lo contrario es fagotrofia, que es la captación de nutrientes por endocitosis, ya sean partículas (fagocitosis) o porciones del líquido circundante (pinocitosis). Se llama mixotrofia la práctica combinada de osmotrofia y fagotrofia.
La práctica de la osmotrofia califica a una célula u organismo como osmótrofo.
Las células procariotas son universalmente osmótrofas. También son osmótrofos aquellos eucariontes cuyas células están cubiertas por una pared celular, como es el caso de las plantas, los hongos o las algas.
La obtención de nutrientes orgánicos por los organismos que son a la vez osmótrofos y heterótrofos, depende a menudo de la digestión externa por enzimas secretadas al ambiente. En los metazoos existe una tendencia evolutiva a sustituir la absorción intestinal por fagocitosis por una absorción osmótica tras una digestión externa en la luz del tubo digestivo; no obstante, se suele considerar fagótrofos a los animales, porque en tanto que organismos ingieren generalmente alimentos sólidos.